# Decatropis coulteri
Decatropis coulteri är en vinruteväxtart som beskrevs av Joseph Dalton Hooker. Decatropis coulteri ingår i släktet Decatropis och familjen vinruteväxter. Inga underarter finns listade i Catalogue of Life.